# Vikramaśīla
Vikramaśīla ou Vikramashila fut l'une des grandes universités monastiques du bouddhisme mahayana sous la dynastie Pala, établie par le roi Dharmapala (783-820) pour contrebalancer le déclin supposé de Nalanda. Elle est connue surtout par les sources tibétaines, en particulier Taranatha. L’université comprenait une centaine d’enseignants et un millier d’élèves. On y enseignait la philosophie, le sanskrit et le tantrisme. Atisha, personnage important de la deuxième introduction du bouddhisme au Tibet, en aurait été abbé. Elle fut détruite comme d’autres institutions bouddhistes par les troupes musulmanes au début du XIIIe siècle.

## Site
Le site de plus de 40 hectares est près de l’actuel village d’Antichak, district de Bhagalpur, Bihar, à 50 km à l’est de Bhagalpur et 13 km au nord-est de la station de train de Kahalgaon, ligne Bhagalpur-Sahebganj d’Eastern Railway. Il est accessible par une route de 11 km rattachée à la N.H.80 à Anadipur. 

Les fouilles conduites par l’Université de Patna (1960-69) et l'Archaeological Survey of India (1972-82) ont mis au jour un grand monastère carré de 330 m de côté centré sur un stupa cruciforme. Il abritait 208 cellules, dont 52 s’ouvraient sur une véranda. Il existait aussi des cellules de méditation en sous-sol. À 32 m au sud-ouest du monastère et relié à lui par un corridor se trouvait une bibliothèque rafraîchie par de l’eau provenant d’un réservoir attenant. Le site comprenait encore différents stupas, et au nord des structures diverses dont un temple hindou et un temple tibétain. 
Le stupa central de 15 m possède deux terrasses décorées de moulures et de plaques de terre cuite datant de la dynastie Pala. Il est en briques cimentées par de la boue et accessible par un escalier situé au nord. Aux quatre points cardinaux se trouvent des pièces abritant pour trois d’entre elles une grande effigie de bouddha assis en stuc, l’effigie de la quatrième étant en pierre ; on suppose que la statue d’origine en stuc fut remplacée après avoir été endommagée. Devant chaque pièce se trouve une antichambre à piliers et un mandapa séparé. 
Le plan de l’ensemble est similaire à celui du Somapura Mahavihara, Bangladesh, en plus grand. 
Un musée maintenu par l'Archaeological Survey of India présente divers artéfacts découverts sur le site.